# Académie des sciences, arts et belles-lettres de Touraine
 (avril 2023).
L'Académie des sciences, arts et belles-lettres de Touraine, créée en 1761 sous le nom de Société royale d'agriculture et belles-lettres de la Généralité de Tours, regroupe une cinquantaine de membres choisis par cooptation au sein des personnalités intellectuelles et artistiques du département d'Indre-et-Loire.
Elle vise à illustrer par des communications orales et écrites les réalités historiques, géographiques, culturelles de la Touraine, ainsi que la vie et les œuvres des grands hommes qui l'ont illustrée.

## Historique
Fondée sous le nom de Société royale d'agriculture et belles-lettres de la Généralité de Tours, par arrêté du Conseil d'État du roi, le 24 février 1761, elle est la deuxième société créée en France. Elle s'organise à ses débuts autour de Louis François Henri de Menon, du comte d'Harambure, du comte de La Rue du Can de Champchevrier, du marquis de Beaumont, du marquis d'Effiat, du duc de Choiseul (gouverneur de Touraine) et du duc de Chevreuse-Luynes.
Elle prend le nom de Société des sciences, arts et belles-lettres de Tours en 1798, Société d'agriculture, arts, sciences et belles-lettres du département d'Indre-et-Loire en 1806, puis d'Académie des sciences, arts et belles-lettres de Touraine, son nom actuel, en 1988.

## Bibliothèque
La première bibliothèque, celle de l’Académie d’agriculture, sciences, arts et belles-lettres du département d’Indre-et-Loire, déposée à la bibliothèque municipale de Tours, a brûlé avec cette dernière en juin 1940.
La bibliothèque actuelle a été reconstituée après 1988 et la création de l’Académie des sciences, arts et belles-lettres de Touraine.
L’essentiel de son fonds est constitué d’un ensemble de 745 livres et brochures, ainsi que d’un lot d’archives de travail, concernant la Loire, le Val de Loire et les départements de la région, provenant de la bibliothèque du grand géographe ligérien Yves Babonaux (1926-2007). S’y ajoute une collection complète des Mémoires de l’Académie et une série de périodiques obtenus par échanges avec d’autres académies et sociétés savantes.
Ce fonds est accessible aux étudiants et aux chercheurs, au siège de l'Académie. Des inventaires du fonds sont disponibles en ligne.

## Liste des directeurs puis présidents
- 1761 : de Ravenel, inventeur de machines agricoles[3]
- 1762 : Louis-Nicolas Restru, conseiller assesseur au présidial de Tours
- 1763 : abbé Guillaume-Joseph d'Abzac de Mayac
- 1764 : César Taschereau des Pictières, ingénieur général militaire
- 1765 : Louis-César Preuilly du Colombier
- 1766 : Guillaume-Pierre-François de La Mardelle, procureur du roi
- 1767 : Denis Louis Aubry, inspecteur général des manufactures et pépinières royales
- 1768 : abbé David, chanoine de Saint-Pierre-le-Puellier
- 1769 : Jean-François Guillon-Duvergé, docteur en médecine
- 1770 : abbé Patas, chanoine régulier de Saint-Côme
- 1771 : marquis de Beaumont-la-Ronce
- 1772 : Dom François de Sageon
- 1773 : Bidault, docteur en médecine
- 1774 : Lefebvre de la Faluère, haut justicier de Noizay
- 1775 : Le Court, docteur en médecine
- 1776 : abbé Ducluzel, doyen du chapitre cathédral
- 1777 : abbé Jacques Dufrémentel
- 1778 : Dom Girollet, procureur de l’abbaye de Saint-Julien
- 1779 : Bouin de Noiré, président au présidial de Tours
- 1780 : Louis-César Preuilly du Colombier
- 1798-1806 : Jean-Louis Chalmel
- 1799 : Stanislas Becquet, ingénieur en chef à Tours
- 1800 : Prudent-Jean Bruley
- 1801-1817 : baron Paul Deslandes
- 1817-1824 : Hyacinthe Viot-Olivier
- 1825-1832 : Alexandre-Pierre-François Goüin de La Grandière, vice-président de la Chambre de commerce
- 1832-1837 : Louis-François-Denis Calmelet-Daen
- 1838-1841 : comte Éléonor Jacques François-de-Salles Guyon de Montlivault
- 1842-1850 : baron Angelier de la Bourdaisière, ancien préfet
- 1851-1856 : général comte d'Outremont
- 1856-1857 : Laurent-Justinien Delaville Le Roulx
- 1858 : général François-Maxime Jacquemin
- 1859-1864 : Charles Mourain de Sourdeval
- 1865-1885 : Georges Houssard
- 1886-1891 : Gustave Duclaud
- 1892-1904 : Eugène Alluchon
- 1905-1909 : Marcel Bailliot, docteur en médecine
- 1909-1950 : Charles Vavasseur
- 1988 : Émile Aron
- 2002 : Jean-Mary Couderc
- 2015 : Hélène Maurel-Indart
- 2018 : Michel Garcia

### Liste des secrétaires perpétuels
- Robert Charles Verrier, négociant
- 1798-1813 : Pierre Louis Athanase Veau de Launay[3]
- 1814-1829 : Jean-Joseph Pécard-Taschereau, conseiller général, membre de la Chambre de commerce de Tours
- 1830-1843 : Anselme Chauveau, bibliothécaire de la ville de Tours
- 1844-1848 : Charles Mourain de Sourdeval
- 1849-1859 : Miton, conservateur de la bibliothèque municipale de Tours
- 1860-1878 : abbé Casimir Chevalier
- 1879-1885 : abbé Augustin-Hubert Juteau
- 1886-1929 : Auguste Chauvigné, président honoraire de la Société de géographie de Tours
- 1929-1935 : Henri Lemoine, directeur des jardins de la ville de Tours
- 1935 : Pierre Ménage, ingénieur
- 1988 : Philippe Dubreuil-Chambardel
- 2001 : Jean-Mary Couderc
- 2002 : Jean-Bernard Sandler
- 2016 : Marc Rideau